# Armand Marrast
Armand Marrast (5. června 1801 Saint-Gaudens v Haute-Garonne – 10. března 1852 Paříž) byl francouzský novinář a politik.

## Životopis
Marrast byl učitelem rétoriky na koleji v Orthez a v roce 1827 odešel do Paříže, kde působil jako novinář. Aktivně se účastnil Červencové revoluce v roce 1830 a stal se šéfredaktorem deníku La Tribune des départements, významného orgánu republikánské strany. 29. ledna 1836 byl odsouzen k deportaci, takže uprchl do Londýna. Do Francie se vrátil v červnu 1837 po amnestii u příležitosti svatby Ferdinanda Filipa Orleánského. V Paříži převzal vedení deníku Le National. V únoru 1848 se stal členem prozatímní vlády a v březnu starostou Paříže. Byl zvolen do Národního shromáždění, jehož předsedou byl od července 1848 do května 1849 a měl významný podíl na přijetí ústavy druhé republiky. Posléze se stáhl z veřejného života a v roce 1852 zemřel.